# لطائف المنن في مناقب الشيخ أبي العباس وشيخه أبي الحسن
لطائف المنن في مناقب الشيخ أبي العباس وشيخه أبي الحسن، كتاب للإمام ابن عطاء الله السكندري في فضائل شيخه أبي العباس المرسي وشيخه أبي الحسن الشاذلي.

## طبعاته
- دار الكتب العلمية، بيروت، عام 1998، تحقيق: خليل المنصور.